# Мари-Кужэр
«Мари-Кужэр» («Марий Кужер») — советский кинофильм. Фильм стал одним из первых кинопроизведений, рассказывающих о марийском народе, а кроме того, снятый при участии именно марийских профессиональных актёров.

## Сюжет
Фильм «Мари-Кужэр» рассказывает историю создания колхоза в одноимённой деревне. Вначале в него записались 17 бедняков, но вскоре осталось всего четверо. Их главным врагом был деревенский кулак Чавай. Пообещав помочь колхозу деньгами, он начал разваливать его изнутри. Его несостоятельный должник Изерге соглашается выдать свою дочь-красавицу Начук за сына Чавая — Юшкану. Хотя она была невестой главного героя ленты Актая Шуматова, который учился в городе на курсах агрономов. Начавшуюся свадьбу прервал отец невесты Изерге, вовремя поняв свою ошибку. А вернувшийся из города комсомолец Актай стал во главе колхоза, откуда выгнали Чавая.

## Актёры
- Заки Баязедский
- Ная Добрянская
- Константин Градополов
- Дмитрий Коновалов
- Игорь Малеев
- Алексей Маюк-Егоров
- Каюм Поздняков
- Анна Смирнова
- Тимофей Соколов